# Mesterjátszma
A Mesterjátszma egy 2023-ban bemutatott magyar filmdráma, misztikus pszichothriller, Tóth Barnabás rendezésében, Hajduk Károly, Mácsai Pál, Váradi Gergely és Varga-Járó Sára főszereplésével. A kerettörténetet a készítők az 1956-os forradalom leverésének napjaiba helyezték, a fő cselekmény egy Nyugat felé tartó menekültvonaton játszódik, a történet alapötlete Stefan Zweig: Sakknovella című 1942-es kisregényéből származik, egyes mozzanatokban felfedezhető Robert Bloch: A pokolba tartó vonat című science-fiction novellájának hatása.

## Cselekmény
Az 1956-os forradalom leverésének napjaiban, két budapesti fiatal, Márta (Varga-Járó Sára) és István (Váradi Gergely) az utolsó menekültvonattal próbálják elhagyni az országot. Márta sakkjátékos, magával cipeli sakktábláját. Útközben az utcát géppuskasorozat veri végig. István kabátját kilyuggatják a golyók, a menekülők földre zuhannak, de úgy tűnik, nem sérült meg senki. Összeszedik szétgurult holmijukat és sietnek tovább. A pályaudvaron álló, elsötétített szerelvényre sokan próbálnak feljutni, de a félelmetes külsejű Vasutas (Yengibarian Dávid) és emberei gondosan ügyelnek, hogy senki se szállhasson fel a borsos, 50 dolláros menetdíj megfizetése nélkül.
István megtéveszti a Vasutast, Mártát jegy nélkül felcsempészi a vonatra, ő maga kifizeti 50 dollárt, és kap egy jegyet. „Gondosan megőrizni”, mondja a vasutas, mert menet közben is ellenőrizni fogja a meglétét. A jegy nélkül utazókat ledobják a vonatról. A pályaudvarra betörnek a szovjet csapatok, a vonat teljes gőzzel kihúz az állomásról. A vaksötét éjszakában vágtató szerelvény ablakai újságpapírral vannak leragasztva, senki sem tudja, valójában merre járnak.
A vagonokban a legkülönfélébb emberek utaznak. Nyugdíjas házaspár, akiknek fő gondjuk, hogy elzárták-e otthon a gázt. Ortodox zsidó család, imába merülve. Egy Trigonin nevű sebesült, vérző sportoló srác (Dóra Béla), jegy nélkül, idegesen. Elveszett kisfiát kereső anyuka. Egy szótlan, papruhás személy. Néhány fegyveres felkelő a barikádokról. Egy kirúzsozott, minden lében kanál nőszemély. Néhány ávósnak látszó, hallgatag férfi. Márta sakktábláját meglátva egy elegáns úr, Czentovics Sándor (Mácsai Pál) bemutatkozik, és felajánlja, hogy játsszanak egy partit Mártával. Ha veszít, 50 dollárt ad István vasúti jegyére. István felajánlja a Mártának tartogatott jegygyűrűt. Czentovics kiválóan játszik, Márta reménytelen helyzetbe kerül. Egy papruhás férfi (Hajduk Károly) beleszól, megmutatja az egyetlen helyes lépést, de Márta nem hallgat rá és elveszti a partit. Czentovics ezúttal a pappal akar játszani, aki azonban elzárkózik ettől, semmiképpen sem akar sakkozni.
Az ördögi Vasutas és durva emberei közben átfésülik a kocsikat, jegy nélkül utazókat keresve. István és Márta viselkedése egyre gyanúsabb lesz a Vasutas számára. Trigonin zaklatottan felpattan és elszalad, többé nem kerül elő, a nyomokból ítélve kidobták a vonatból.
A pap, Réder Bálint elmeséli Mártának, hogy hosszú időn át az ÁVH fogságában volt. Magánzárkában tartották, teljes elszigeteltségben, nevét is elvették, csak „B”-nek hívták. Az egyház kincseit keresték nála, amelyeket Rómába terveztek kicsempészni. Fizikai kínzás helyett szellemi gyötrésnek vetették alá. Teljes magányában, minden emberi kapcsolattól és információtól elzárva tartották hónapokon át, míg a megőrülés határára jutott. Egy ÁVH-s kabát zsebéből ellopott sakk-könyvből megtanult sakkozni, a táblát és a bábokat takarója fonalaiból és kenyérbélből készítette. Önmagával, fejben játszott. Tudathasadásos állapotba jutott, elméjében egymással küzdött a jó és rossz, kitartás és feladás, hűség és árulás. Elmondja a fiatalnak, hogy agyában sakkjátszmák ezrei pörögnek, ezért tartja távol magát a sakkjátéktól. Amikor a Vasutas ki akarja dobni Istvánt a vonatból, mert nincs jegye, akkor a fiatalok érdekében mégis vállal egy partit Czentoviccsal, aki felajánlja a segítségét, amennyiben a pap legyőzi őt.
Lépésről lépésre kiderül, hogy Czentovics maga volt az ÁVH-s vizsgáló tiszt. „B” kihallgatásait női beosztottja, Piros (Péterfy Bori) vezette. Czentovics sakkozásra provokálja Rédert, hogy felzaklassa, és megtudja tőle az egyházi kincsek rejtekhelyét, melyet ezen a vonaton sejt. István ezalatt belenéz Czentovics aktatáskájába, így kiderül számára Czentovics kiléte. Üldözni kezdik, Piros majdnem elfogja, de az utasok haragja az ávósok ellen fordul, és meglincselésükre készülnek. Lövöldözés veszi kezdetét az egyik kocsiban. Istvánnak feltűnik, hogy a lövedékek csak a ruháját lyuggatták ki a testét nem, Márta ellenben vérzik. István rájön, hogy a vonat nem „Nyugatra” tart. Le akarja szállíttatni Mártát a vonatról, amíg nem késő. István segítséget kér a Vasutastól, aki megtagadja tőle azt, mondván így jár, aki jegy nélkül utazik. István erőszakkal elveszi a Vasutas mesterkulcsát. A Vasutas figyelmezteti: „Örökre szolgám leszel a vonaton!”, de István nem hallgat rá és szerelmét a vonat hátuljába menekíti. Az utolsó poggyászkocsiban István felfedezi, hogy az órák visszafelé járnak, és van még egy rejtett, kivilágított vagon is egy falon túl. István áttöri a falat, Mártát áttuszkolja a kivilágított vagonba, lekapcsolja azt, ő maga a Vasutas sötét vonatán marad.
A történet visszatér a budapesti utcára. A géppuskasorozat sok menekülőt eltalált, halottak és sebesültek fekszenek az utcaköveken. Márta magához tér eszméletlenségéből. Mielőtt a mentők kórházba indulnának vele, még magához veszi a földön fekvő, agyonlőtt István mellől a neki szánt jegygyűrűt. Trigonin sebesült, de él. Egy másik dimenzióban tovább vágtat a lesötétített vonat az utasokkal, akiknek sorsa már korábban beteljesedett: Az öreg házaspár gázzal lett öngyilkos. A felkelők elestek a harcban. Rédert halálra ítélték és felakasztották. Czentovics öngyilkos lett, Pirost és embereit az ÁVH székházba betörő felkelők meglincselték. A túlvilág felé tartó vonaton Réder és Czentovics az örökkévalóságig sakkozik, vitázva életről, erkölcsről.

## Főbb szereplők
| Szerep                 | Színész           |
| ---------------------- | ----------------- |
| „B” / Réder Bálint pap | Hajduk Károly     |
| Czentovics Sándor      | Mácsai Pál        |
| István                 | Váradi Gergely    |
| Márta                  | Varga-Járó Sára   |
| Piros                  | Péterfy Bori      |
| Mama                   | Szirtes Ági       |
| Papa                   | Váry Károly       |
| Kalauz                 | Yengibarian Dávid |
| Nyurga                 | Orbán Levente     |
| Trigorin               | Dóra Béla         |

## Gyártás, fogadtatás
Az Őszi végjáték munkacímen futó produkció eredetileg az NFI tévéfilmes pályázatán kapott összesen 324 millió Ft-os támogatást, és végül a mozikban került bemutatásra.
A filmet a 2023-as Miskolci CineFesten mutatták be, ahol megosztott közönség-díjat nyert. A mozikban 2023. november 9-én kezdték vetíteni, a Juno11 forgalmazásában.
A filmet benevezték a 2024-es Magyar Mozgókép Díjra (korábban Magyar Filmdíj).

## Nézettség, bevétel
A nézettségi adatok szerint 11 467 jegyet adtak el rá, és ezzel az eredménnyel mintegy 20 861 650 Ft bevételt termelt a jegypénztáraknál.

## Adaptált alapművek
- Stefan Zweig: Sakknovella (Schachnovelle).. mek.oszk.hu. Európa (ford.: Fónagy Iván), 1959. (Hozzáférés: 2024. május 1.)

- Robert Bloch – A pokolba tartó vonat (novella). astroticum.wordpress.com, 2011. január 13. [2023. november 13-i dátummal az eredetiből archiválva]. (Hozzáférés: 2024. május 1.)

- Mindszenty József bíboros emlékiratai.[8]

## Díjai
- Magyar Mozgókép Díj 2024
  - Legjobb forgatókönyvíró – Fonyódi Tibor és Tóth Barnabás

## További információ
- Mesterjátszma a PORT.hu-n (magyarul)
- Mesterjátszma az Internet Movie Database-ben (angolul)
- Mesterjátszma a Box Office Mojón (angolul)
- Mesterjátszma (2023). MAFAB.hu. (Hozzáférés: 2024. január 24.)